# Reklama tranzytowa

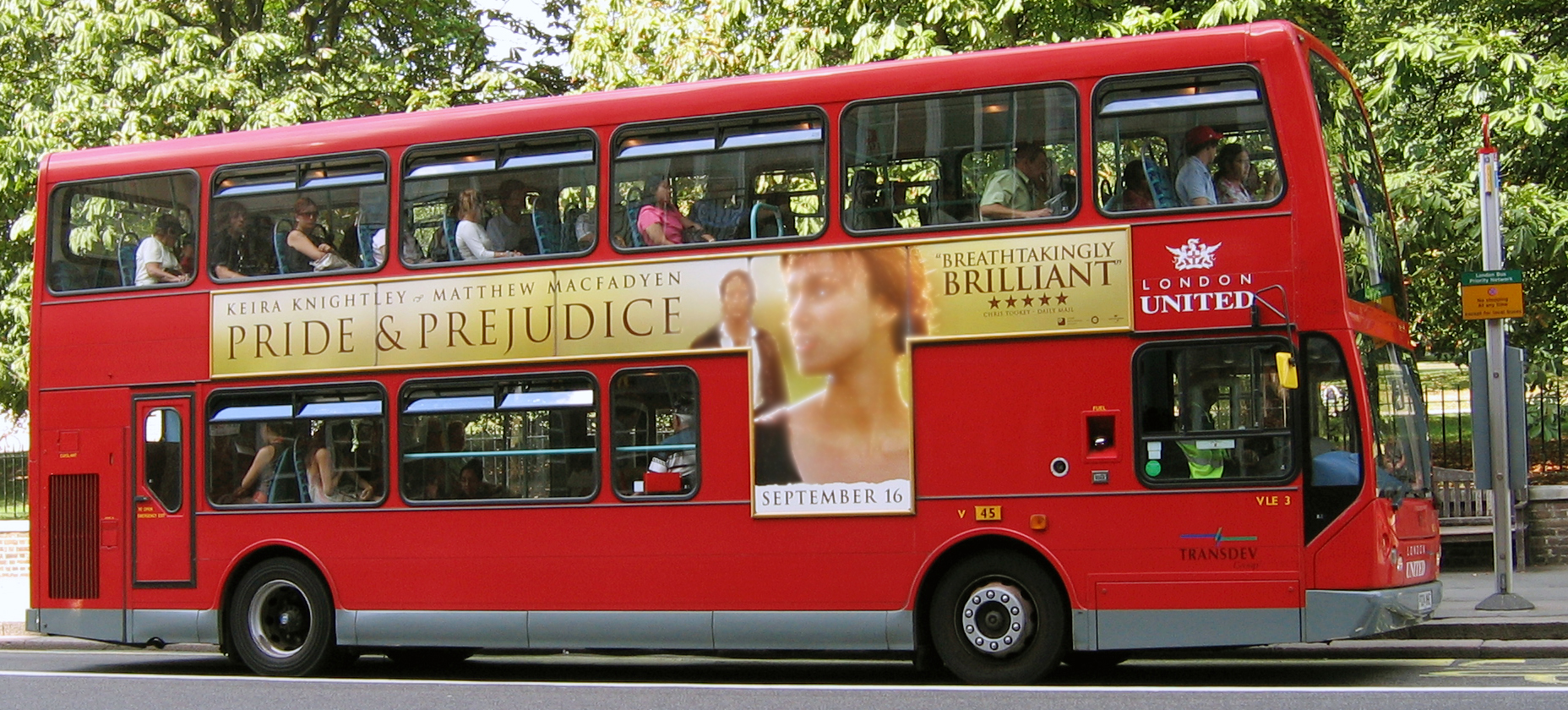
Autobus londyński z reklamą filmu Duma i uprzedzenie

Reklama tranzytowa – rodzaj reklamy outdoorowej (zewnętrznej), której nośnikami są środki komunikacji miejskiej i regionalnej oraz inne pojazdy, np.: autobusy, busy, taksówki, samochody prywatne czy też specjalne samochody reklamowe, itd. W swej naturze reklama ta przemieszczając się ma duży zasięg. Dzięki wprowadzonej na rynek folii One Way Vision (nie zmniejszającej widoczności w pojeździe po naklejeniu na szyby) znacznie zwiększono przestrzeń dla tego typu reklamy i obecnie cały pojazd wraz z szybami może być nośnikiem reklamy.